# Théodore de Bry
 (novembre 2024).
Pour les articles homonymes, voir Bry et Debry.
Théodore de Bry, né à Liège en 1528 et mort à Francfort-sur-le-Main le 27 mars 1598, est un dessinateur, graveur et éditeur protestant, d'origine liégeoise.
Il est  célèbre pour ses descriptions des expéditions européennes de découverte de l'Amérique, auxquelles il n'a pas assisté personnellement.

## Biographie

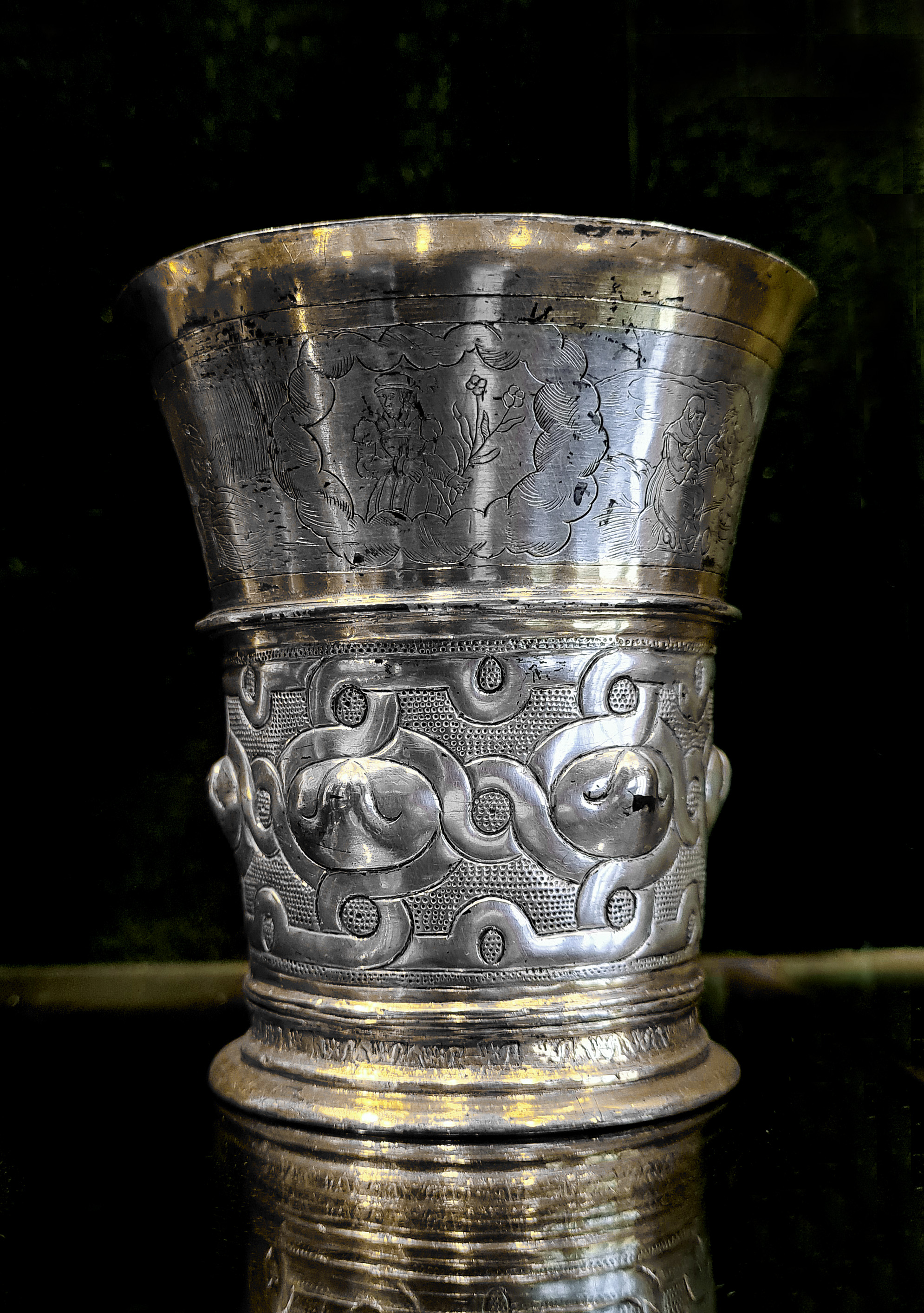
Gobelet réalisé à Strasbourg entre 1560 et 1567, sous le nom de Dietrich Brey.

Ses premiers professeurs ont très probablement été son grand-père et son propre père, l'orfèvre Thiry de Bry le jeune. En 1570, il doit quitter la ville pour Strasbourg, afin d'échapper aux persécutions religieuses qui frappent les protestants. Il aurait été convaincu d'hérésie et banni, et ses biens auraient été confisqués. On pense cependant qu'il était déjà installé à Strasbourg en 1560. Strasbourg est alors prospère, acquise au protestantisme. La ville a acquis une grande renommée artistique en accueillant de nombreuses personnes fuyant les persécutions, qui en ont fait une ville florissante dans l'orfèvrerie et la gravure. Théodore y fonde son foyer, et y épouse Catherine Esslinger.
En 1577, il s'installe à Anvers comme orfèvre. Il séjourne ensuite à Londres, entre 1587 et 1588. Il y rencontre le géographe Richard Hakluyt et commence à recueillir des récits et des illustrations de diverses explorations européennes, notamment le témoignage de Jacques Le Moyne de Morgues. Il s'installe avec sa famille définitivement à Francfort, dont il demande à devenir bourgeois. Il y meurt en 1598, à l'âge de 70 ans.

## Œuvres

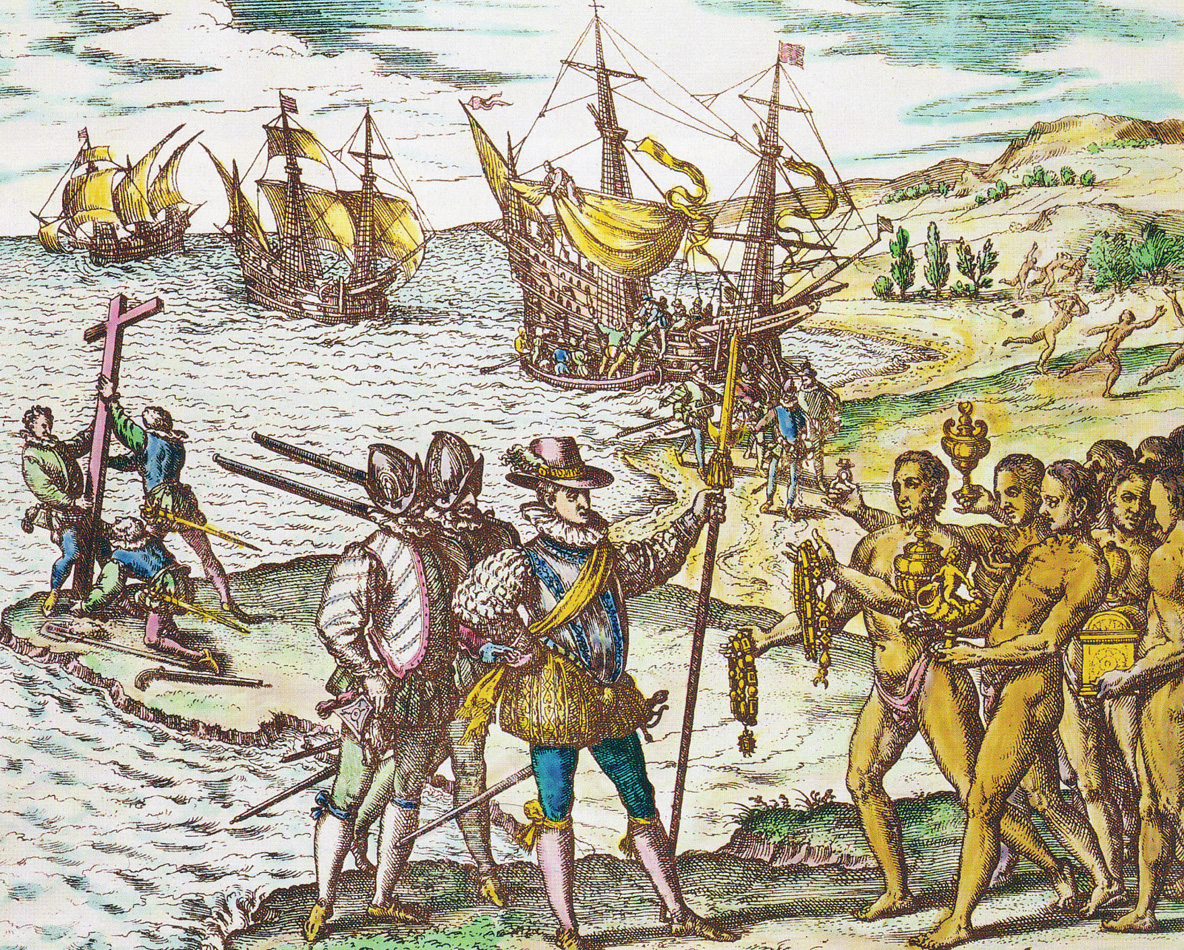
La découverte des Amériques, extraite de Americae Tertia Pars.

Théodore de Bry a créé un grand nombre de gravures, basées sur les observations communiquées par des explorateurs, bien que De Bry lui-même n'ait jamais visité les Amériques. Il est principalement connu, ainsi que son fils Jean Théodore de Bry (1561-1623), par une collection de Grands et Petits voyages :
- Peregrinationes in Indiam orientalem et Indiam occidentalem, XIII partibus comprehenso a Theodoro, Joan-Theodoro de Bry, et a Matheo Merian publicatae, Francfort-sur-le-Main, 1590-1634, in-fol., (Parties I à VI, éditée and illustratée par T. de Bry, parties VII à IX par son fils, Johann Theodor et Johann Israel de B.; parties X à XII par J. T. de B., et partie XIII par M.Merian).La ville de Pomeiooc, illustration gravée par de Bry accompagnant le livre de Thomas Hariot de 1588 A Briefe and True Report of the New Found Land of Virginia

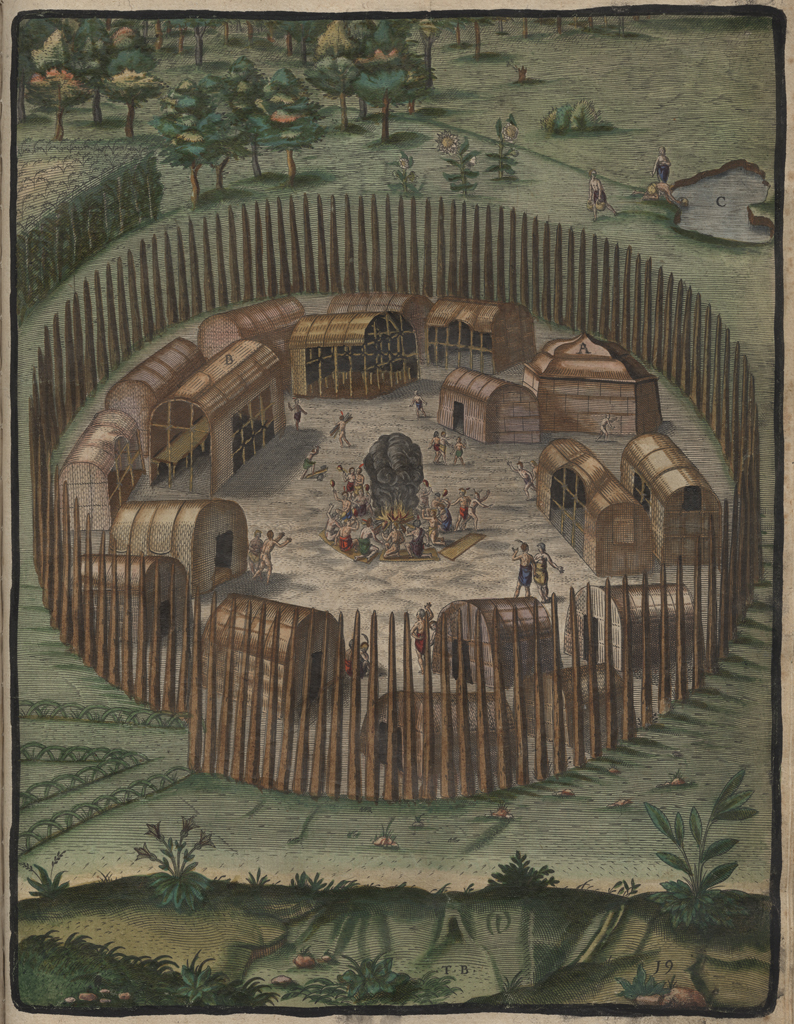
La ville de Pomeiooc, illustration gravée par de Bry accompagnant le livre de Thomas Hariot de 1588 A Briefe and True Report of the New Found Land of Virginia

- Brevis narratio eorvm qvae in Florida Americæ provicia Gallis acciderunt : secunda in illam nauigatione, duce Renato de Laudõniere classis præfecto, anno MDLXIIII, qvae est secvnda pars Americæ : additæ figuræ & incolarum eicones ibidem ad vivu expressæ, brevis item declaratio religionis, rituum, vivendique ratione ipsorum, Francfort-sur-le-Main, 1591 (lire en ligne)
- Americae pars sexta, sive Historiae ab Hieronymo Benzono,... scriptae sectio tertia (latine versa ab U. Calvetone)... In hac... reperies qua ratione Hispani opulentissimas illas Peruani regni provincias occuparint... deinde orta inter ipsos Hispanos in eo regno civilia bella. Additus est brevis de Fortunatis insulis commentariolus... Omnia elegantibus figuris in aes incisis expressa a Theodoro de Bry, 1596, BnF Arsenal, FOL-H-276 (2,1)
- Descriptionem trium itinerum. . .equitis F. Draken....J. Hauckens.. .G. Ralegh ... in Latinum sermonem conversaauctore G. Artus, America. Part VII, 3 pt. Francfort-sur-le-Main, 1599, Fol.
- De novi orbis natura (par J.de Acosta). Accessit... S. de Weert and...O. a. Noort ...., America. Part IX, 5 pt. America. Francfort-sur-le-Main, 1602, Fol.
- Il est également illustrateur de certaines œuvres de Jean-Jacques Boissard, ainsi que son fils Jean-Théodore de Bry associé à Sébastien Furck.